# Калета, Гжегож
Гже́гож Ва́цлав Кале́та (пол. Grzegorz Wacław Kaleta; 21 мая 1970, Эльблонг) — польский гребец-байдарочник, выступал за сборную Польши в конце 1980-х — середине 1990-х годов. Участник двух летних Олимпийских игр, дважды серебряный и трижды бронзовый призёр чемпионатов мира, бронзовый призёр чемпионата Европы, победитель многих регат национального и международного значения.

## Биография
Гжегож Калета родился 21 мая 1970 года в городе Эльблонге Варминьско-Мазурского воеводства. Активно заниматься греблей начал в раннем детстве, проходил подготовку в местных спортивных клубах «Олимпия» и «Энергитика-Полоня».
Первого серьёзного успеха на взрослом международном уровне добился в 1989 году, когда попал в основной состав польской национальной сборной и побывал на чемпионате мира в болгарском Пловдиве, откуда привёз награду бронзового достоинства, выигранную в зачёте четырёхместных байдарок на дистанции 10000 метров — лучше финишировали только экипажи из СССР и Венгрии. Год спустя выступил на домашнем мировом первенстве в Познани, где в той же четырёхместной десятикилометровой дисциплине стал бронзовым призёром, проиграв на финише лишь четвёрке из Советского Союза. Благодаря череде удачных выступлений удостоился права защищать честь страны на летних Олимпийских играх 1992 года в Барселоне — на километровой дистанции среди четвёрок финишировал в финале шестым.
В 1993 году Калета получил серебряную медаль на чемпионате мира в Копенгагене, в четвёрках на десяти километрах. Через два года на аналогичных соревнованиях в немецком Дуйсбурге дважды поднимался на пьедестал почёта: взял бронзу среди четвёрок на пятистах и тысяче метрах. Будучи одним из лидеров гребной команды Польши, благополучно прошёл квалификацию на Олимпийские игры 1996 года в Атланте — стартовал здесь в четвёрках на дистанции 1000 метров, дошёл до финала и в решающем заезде показал на финише четвёртый результат, немного не дотянув до призовых позиций. 
После Олимпиады в Атланте Гжегож Калета ещё в течение нескольких лет оставался в основном составе польской национальной сборной и продолжал принимать участие в крупнейших международных регатах. Так, в 1997 году он представлял страну на чемпионате Европы в Пловдиве и завоевал бронзовую медаль в километровой гонке четырёхместных экипажей. Вскоре по окончании чемпионата Польши 2000 года, где он стал чемпионом, принял решение завершить карьеру профессионального спортсмена, уступив место в сборной молодым польским гребцам.